# MMA 60
A MMA 60 sír egy ókori egyiptomi, XXI. dinasztia kori sír Dejr el-Bahariban, az ókori Théba nekropoliszában. A thébai nekropolisz a mai Luxorral szemben, a Nílus nyugati partján helyezkedik el. Számos, magas rangú személy nyughelye a XXI. dinasztia korából. A sírt Herbert E. Winlock tárta fel 1923–24-ben, a Metropolitan Művészeti Múzeum egyiptomi ásatásai során (lásd még: MMA sírok).
A sír eredetileg három hölgy, Dzsedmuteszanh, Henuttaui hercegnő és Henuttaui papnő temetkezéséhez készült. Később újra felnyitották, és Menheperré Ámon-papot is ide temették, még később pedig több további temetkezésre is sor került a sírban.

## A sírba temetett személyek
- Dzsedmuteszanh,[3] Ámon háremének elöljárója[4]
- Henuttaui,[3] I. Pinedzsem Ámon-főpap és Duathathor-Henuttaui lánya
- Henuttaui,[3] Ámon háremének elöljárója, Mut fuvolása, Honszu isteni anyja; valószínűleg Menheperré főpap és Iszetemheb lánya
- Menheperré,[3] isteni atya, Ámon-Ré papja, Pianh főpap unokája, Faienmut fia[5]
- Ankheszmut[3]
- Tabeketmut[3]
- Neszenaszet,[6] Ámon énekesnője
- Tiye,[6] Ámon énekesnője
- Gautszesen,[6] Montu háremének elöljárója, Menheperré főpap leánya, Tjanefer pap felesége. A 4-es aknába temették.[7]